# Kontrollratsgesetz Nr. 24
Mit dem vom Alliierten Kontrollrat am 29. April 1946 erlassenen Kontrollratsgesetz Nr. 24 Grundbuchrecht wurde das Gesetz über die Einsicht in gerichtliche öffentliche Bücher und Register vom 30. September 1936 (RGBl. I S. 853) aufgehoben.

## Entstehungsgeschichte
Mit dem Gesetz von 1936 hatte der Reichsjustizminister die Befugnis erhalten, die Einsicht in gerichtliche öffentliche Bücher und Register „aus Gründen der öffentlichen Ordnung“ zu beschränken oder ganz zu unterbinden. Damit hatten die Nationalsozialisten das Öffentlichkeitsprinzip, an das Gutgläubigkeit und Vermutungswirkungen im Grundstücksverkehrsrecht geknüpft waren, beseitigt. Die französische Seite wollte das Gesetz aufgrund von Erfahrungen in der französischen Besatzungszone aufheben lassen. Darüber hinaus gab es Überlegungen, dass der eigentliche Zweck des NS-Gesetzes die Verschleierung unrechtmäßiger Vermögensverschiebungen der Nationalsozialisten gewesen sei. Die Sowjets äußerten verhaltene Kritik an dem französischen Vorschlag eines einzelnen Aufhebungsgesetzes und plädierten stattdessen für die Aufhebung im Rahmen eines noch zu erarbeitenden Katalogs von aufzuhebenden Bestimmungen. Die Kontrollratsmitglieder akzeptierten den französischen Gesetzentwurf, nachdem die französische Seite darauf beharrte. Das Gesetz wurde am 4. Mai 1946 verkündet.